# بخش مرکزی شهرستان جوین
بخش مرکزی شهرستان جوین در شهرستان جوین استان خراسان رضوی قرار دارد و مرکز آن، شهر نقاب است.

## تقسیمات کشوری
بخش جوین، بر اساس مصوبهٔ هیئت وزیران در تاریخ ۲۱ تیر ۱۳۶۸ از ترکیب سه دهستان بالاجوین، پیراکوه و حکم‌آباد در تابعیت شهرستان سبزوار تأسیس شد. بر اساس مصوبه‌ای دیگر در ۲۹ مهر ۱۳۸۶، دهستان حکم‌آباد از این بخش جدا شد و به بخش تازه‌تأسیس عطاملک پیوست. نام این بخش نیز به بخش مرکزی شهرستان جوین تغییر کرد. در حال حاضر، این بخش شامل دو دهستان و یک شهر است.
- بخش مرکزی شهرستان جوین
  - دهستان بالاجوین
  - دهستان پیراکوه

شهر‌ها: نقاب

## جمعیت
بر اساس سرشماری عمومی نفوس و مسکن در سال ۱۳۹۰، جمعیت بخش مرکزی شهرستان جوین ۳۸۵۱۱ نفر (در ۱۰۹۱۵ خانوار) بوده‌است.